# الیز کامبون
الیز کامبون (انگلیسی: Elise Cambon; ۲۷ فوریهٔ ۱۹۱۷ – ۳۰ دسامبر ۲۰۰۷) رهبر (موسیقی) اهل ایالات متحده آمریکا بود.
وی همچنین برندهٔ جوایزی همچون برنامه فولبرایت شده‌است.